# Астраханская картинная галерея имени П. М. Догадина
Астраханская государственная картинная галерея им. П. М. Догадина — учреждение культуры в Астрахани.
Крупнейший художественный музей в Астраханской области. Коллекция включает произведения известных русских художников XVIII—XXI вв. Уникальной является коллекция живописи конца XIX — нач. XX вв. Особое место в коллекции занимает русский авангард. Галерея также обладает большим собранием западно-европейской гравюры XVII—XIX вв. Важное место в коллекции занимает творчество уроженца Астрахани Б. М. Кустодиева. В настоящее время галерея насчитывает более 19 тыс. экспонатов и размещена в 23-х залах старинного купеческого особняка.

## Переименование и историческая справка
Открыта 15 декабря 1918 года, как «Картинная галерея и музей Совета Профессиональных Союзов Астраханского края имени основателя П. М. Догадина». С 1922 по 1928 — «Астраханская картинная галерея», с 1929 по 1948 — «Астраханская государственная картинная галерея», с 1949 по 1957 — «Астраханская областная картинная галерея», а в 1958 году постановлением Совета Министров РСФСР присвоено имя Кустодиева.
В 2008 году галерея переименована в Астраханскую государственную картинную галерею имени П. М. Догадина.
20 мая 1941 года в Сталинградской картинной галерее открылась совместная выставка астраханских и сталинградских художников. Одним из результатов выставки было совместное заседание правлений Сталинградского и Астраханского отделений Союза советских художников, в ходе которого был сформирован план совместной творческой работы для подготовки выставки «Наша Родина».
В июне 1941 года из Астраханской государственной картинной галереи в Сталинградскую картинную галерею было передано 20 произведений русской живописи и графики.
12 июля 1941 года на заседании президиума Астраханского отделения Союза советских художников было рекомендовано Астраханской государственной картинной галерее принять участие в совместной организации выставки, посвящённой истории обороны России и СССР, и передать для неё репродукции и оригиналы художественных произведений. Для транспортировки выставки использовался пароход «Иосиф Сталин».
Все переданные картины погибли вместе с коллекцией Сталинградской картинной галереи во время Сталинградской битвы.

## Коллекции
Частью экспозиции галереи является коллекция книг, журналов, каталогов, альбомов, начало которой было положено Павлом Догадиным. Коллекция постоянно пополняется новыми изданиями, особенно ценными среди которых являются дарственные авторские экземпляры. В коллекции галереи есть замечательное собрание живописи и графики ученика Дмитрия Жилинского выдающегося местного художника Шамиля Такташева. В начале 2019 года галерея получила уникальное издание — книгу «Сказать свое…», подаренную её научным редактором Андреем Сарабьяновым. Книга составлена из дневниковых записей, документов, редких фотографий, репродукций рисунков и живописных произведений Льва Юдина. Составитель, автор вступительных статей и комментариев — известный искусствовед, историк искусства Ирина Карасик.

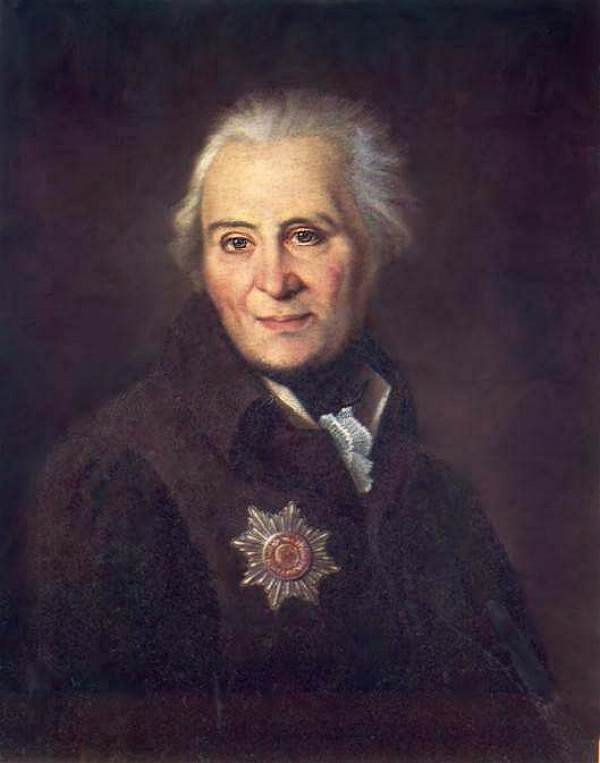
Н. И. Аргунов. «Портрет Н. Н. Бантыш-Каменского», 1813
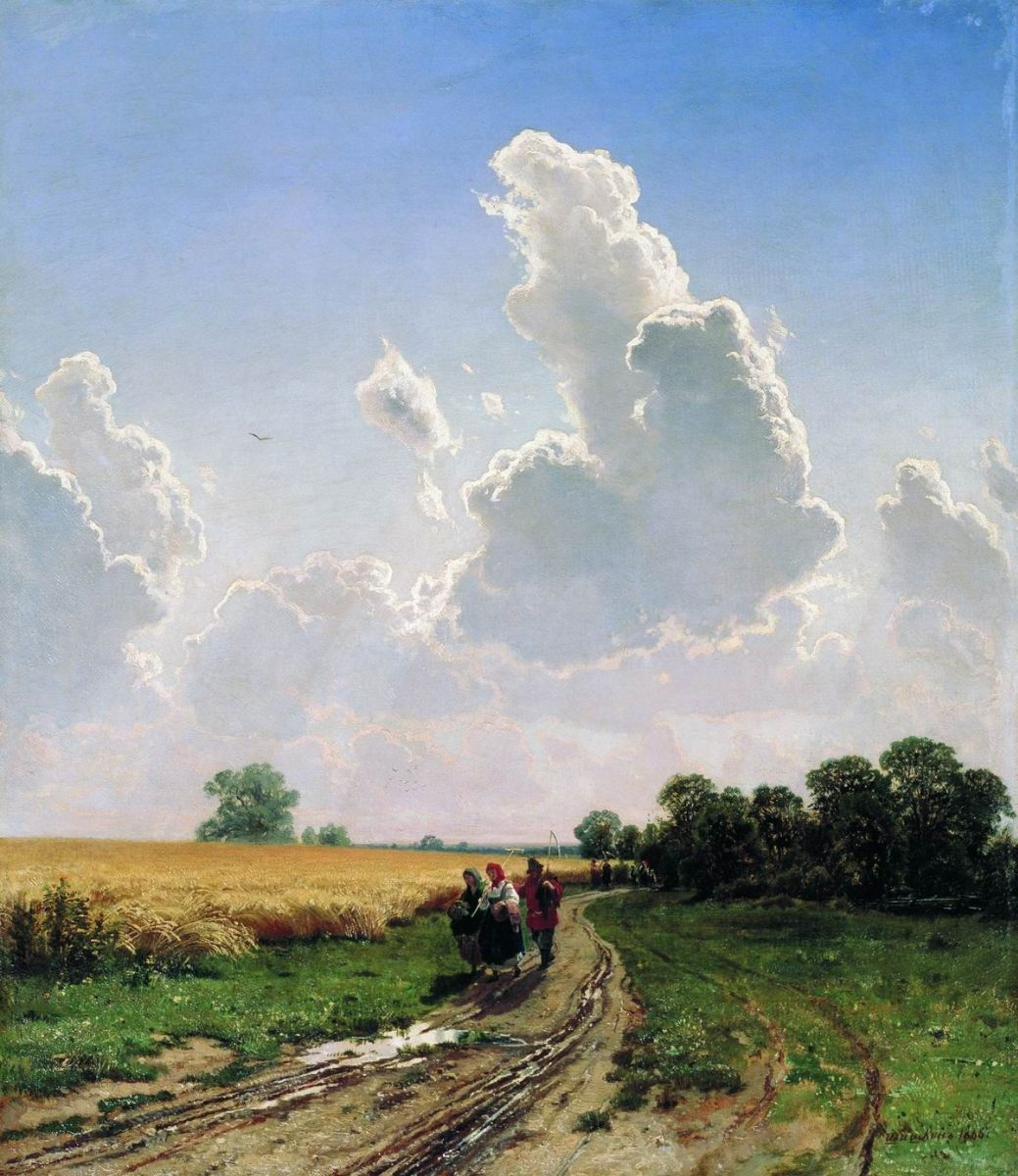
И. И. Шишкин. «Полдень. Окрестности Москвы. Братцево», 1869
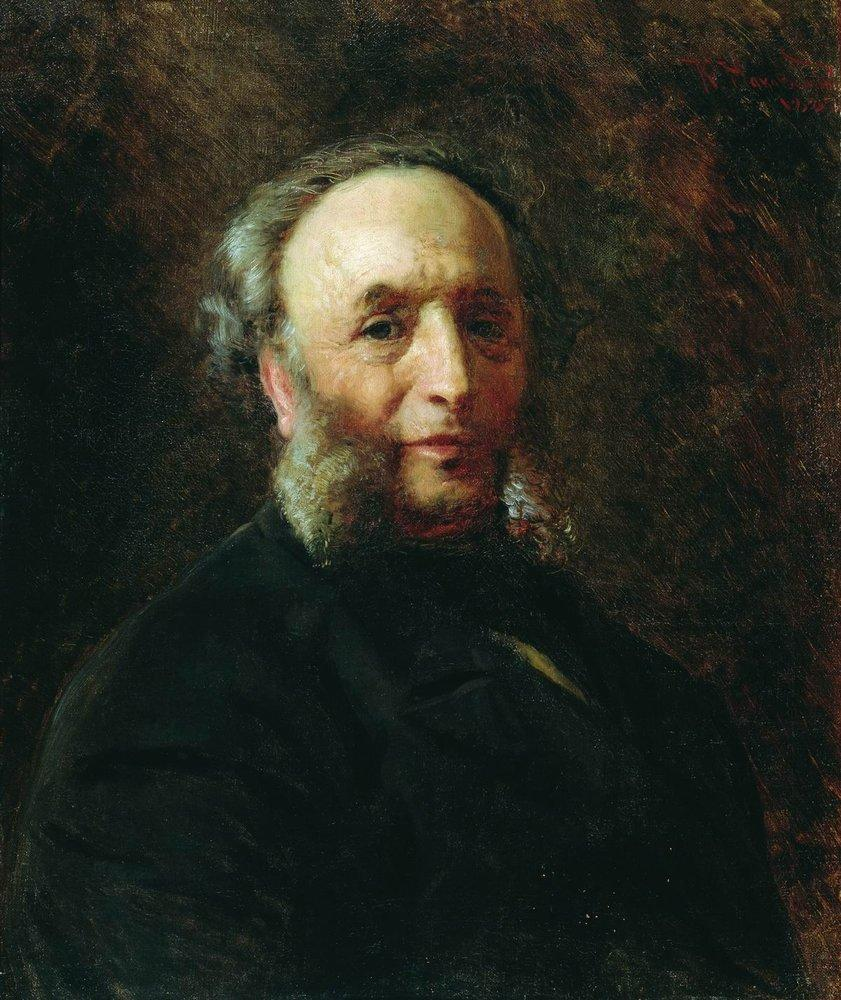
К. Е. Маковский. «Портрет И. К. Айвазовского», 1887
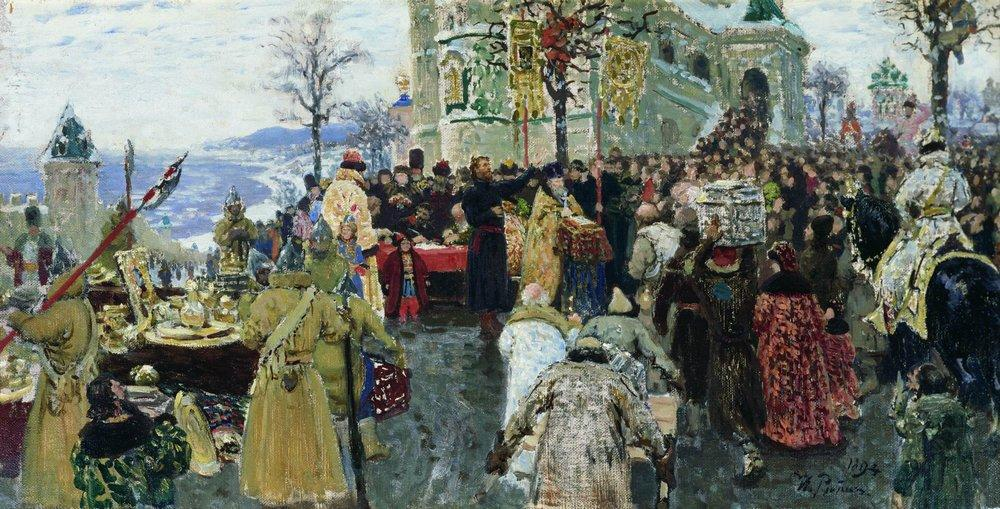
И. Е. Репин. Эскиз «Кузьма Минин», 1894
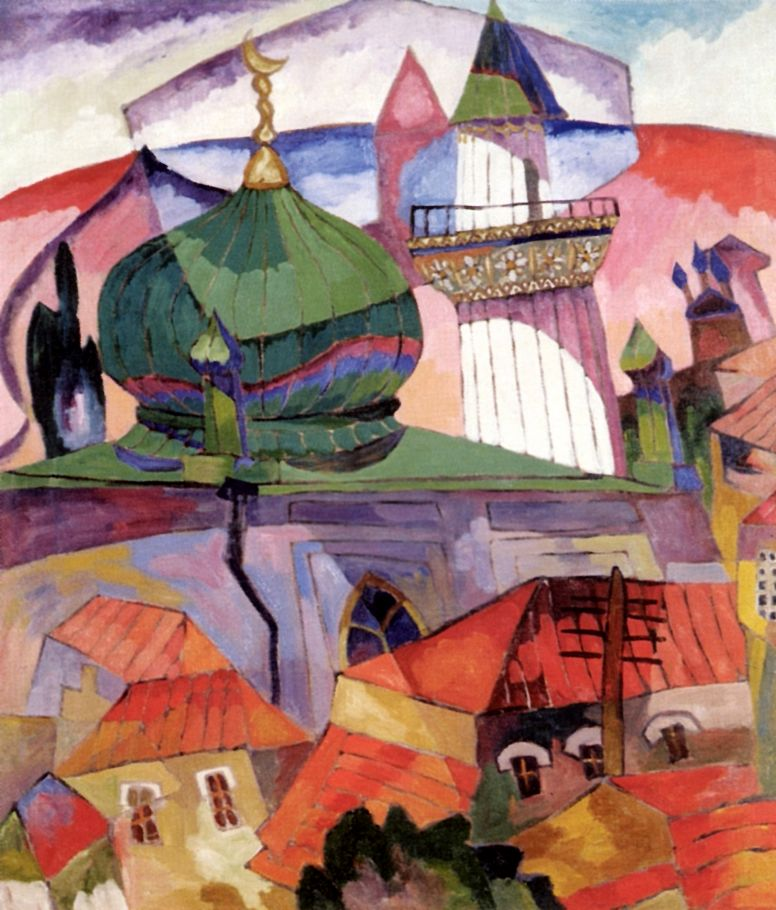
А. В. Лентулов. «Мечеть», 1916

## Издания, выпущенные организацией
1. Астраханская картинная галерея. — М.: Советский художник, 1990.
2. Астраханская картинная галерея. — Астрахань, 1993.
3. Ильина Л. И. История Астраханской картинной галереи. — Астрахань, 1994.
4. Петрова Т. Н., Сабашникова М. Начало пути. — Астрахань, 1994.